# Füzesgyarmat
Füzesgyarmat è una città dell'Ungheria di 6.542 abitanti (dati 2001) . È situata nella contea di Békés.